# Viagem a Portugal
Viagem a Portugal é uma colecção de crónicas de José Saramago publicado em março de 1981.

Foi escrito ao longo da sua viagem por todas as regiões de Portugal continental. À medida que vamos descobrindo as localidades portuguesas e o seu encanto, o autor vai-nos transmitindo opiniões e leituras acerca daquilo que encontra (monumentos, paisagens, quadros).
O livro encontra-se dividido em capítulos:
1. De Nordeste a Noroeste, duro e dourado
2. Terras baixas, vizinhas do mar
3. Brandas beiras de pedra, paciência
4. Entre Mondego e Sado, parar em todo o lado
5. A grande e ardente terra de Alentejo
6. De Algarve e sol, pão seco e pão mole

Em 2022, um programa da RTP1 também intitulado Viagem a Portugal tinha o comediante brasileiro Fábio Porchat visitando as mesmas cidades listadas no livro.
1. ↑  Viagem a Portugal